# Hans-Günther Bücking
Hans-Günther Bücking, né le 20 septembre 1951 à Bleicherode (Thuringe) et mort le 24 avril 2025 à Wülfingerode-Sollstedt (Thuringe), est un directeur de la photographie et réalisateur allemand. 

## Biographie
Né en République démocratique allemande, Hans-Günther Bücking est arrivé en République fédérale d'Allemagne en 1961. Après avoir obtenu son diplôme, il travaille d'abord comme tailleur de pierre et sculpteur. Il travaille ensuite pour Rainer Werner Fassbinder en tant que technicien d'éclairage et également assistant caméra. 
Il est installé avec ses deux fils à Munich. Sa femme meurt en 1999. Le 30 septembre 2011, il épouse l'actrice autrichienne Marion Mitterhammer. Hans Bücking meurt à 73 ans le 24 avril 2025 à Wülfingerode-Sollstedt. 

## Réalisation
Depuis 1983, Hans-Günther Bücking a réalisé une soixantaine de films, plus de 50 téléfilms et de nombreuses publicités. L'un de ses films les plus célèbres est Jennerwein, une biographie d'un braconnier bavarois, tourné en 2003 pour le compte de la télévision bavaroise et pour lequel il reçoit un Romy. D'autres films bien connus sont Schneeland (de) (direction de la photographie), pour lequel il remporte un Deutscher Filmpreis et un Bayerischer Filmpreis, Lebewohl, Fremde und Justice, qui est nommé aux Golden Globes en 1994 comme meilleur film en langue étrangère. Il dirige également la photographie pour des films comme Todesspiel et Solo für Klarinette. Cependant, il se concentre de plus en plus sur la mise en scène et la photographie, par exemple avec la série télévisée Blackout - Die Erinnerung ist tödlich, avec laquelle il reçoit un Deutschen Kamerapreis pour l'épisode Licht. 

## Filmographie (sélection)

### Réalisateur et direction de la photographie
- 1991 : Einmal Arizona
- 1999 : Die Häupter meiner Lieben
- 2001 : Polizeiruf 110 (1 épisode)
- 2002 : Jennerwein (téléfilm)
- 2004 : Unsolved (série télévisée, 1 épisode)
- 2005-2006 : Blackout - Die Erinnerung ist tödlich (série télévisée, deux épisodes)
- 2007–2008 : GSG9 : Missions Spéciales (série télévisée, huit épisodes)
- 2008 : Familie ist was wunderbares
- 2009 : Der Teufel mit den drei goldenen Haaren
- 2009 : Les Ombres de la justice
- 2009-2012 : Wilsberg (série télévisée, dix épisodes)
- 2010 : Ihr mich auch
- 2011 : Die Tänzerin - Lebe Deinen Traum

### Direction de la photographie
- 1983 : Die Reise in ein verborgenes Leben
- 1987 : Der gläserne Himmel
- 1991 : Lebewohl, Fremde
- 1991 : Nie im Leben
- 1992 : Gudrun
- 1992 : Wir Enkelkinder
- 1993 : Justice
- 1995 : Wer Kollegen hat, braucht keine Feinde
- 1997 : Todesspiel
- 1998 : Die Cellistin (Liebe und Verhängnis)
- 1998 : Das merkwürdige Verhalten geschlechtsreifer Großstädter zur Paarungszeit
- 1998 : Vickys Nightmare
- 1998 : Widows – Erst die Ehe, dann das Vergnügen
- 1999 : Solo für Klarinette
- 2000 : Harte Jungs
- 2000 : Falling Rocks
- 2001 : Betty - Schön wie der Tod
- 2001 : Der Tanz mit dem Teufel
- 2002 : 17. Juni - Der große Aufstand
- 2002 : Tauerngold
- 2002 : 666 - Traue keinem, mit dem Du schläfst!
- 2003 : Schneeland (de)

## Récompenses (sélection)

### Deutscher Kamerapreis
- 1988 pour Der gläserne Himmel
- 2002 dans la catégorie des jeux télévisés pour Der Tanz mit dem Teufel
- 2007 dans la catégorie série télévisée pour Blackout - Die Erinnerung ist tödlich (épisode Licht)

### Bayerischer Filmpreis
- 2005 pour la photographie à Schneeland (prix le 13 janvier 2006).

### Deutscher Filmpreis
- 2005 en or pour la meilleure photographie à Schneeland.